# Distretto di Bozkurt (Kastamonu)
Il distretto di Bozkurt (in turco Bozkurt ilçesi) è uno dei distretti della provincia di Kastamonu, in Turchia.